# Costa Brava (film)
Costa Brava è un film del 1995 diretto da Marta Balletbò-Coll.
L'opera è stata distribuita, per la prima volta, nei cinema spagnoli il 25 agosto 1995.

## Trama
Anna è una guida turistica in Catalogna, la sua vocazione è quella di essere una monologista e di portare in scena Amarás a tu prójimo in cui rappresenta una casalinga comunista che si interessa alla vita di una vicina lesbica. Registra una performance e la invia a un concorso a San Francisco. Lavorando come guida incontra Montserrat, un'ebrea americana che lavora come professoressa all'Università di Barcellona. Lei è insoddisfatta del suo lavoro e non si identifica come lesbica. Nonostante questo iniziano una relazione di amicizia con un viaggio in Costa Brava il quale porterà ad una relazione romantica tra le due.
Montserrat perde il lavoro ma ne ottiene uno nuovo negli Stati Uniti, motivo per cui devono separarsi fin quando anche ad Anna viene offerto un lavoro, sempre negli Stati Uniti (in relazione ai suoi monologhi), che le permette di continuare la loro relazione.

## Riconoscimenti
- 1995 – San Francisco International Lesbian & Gay Film Festival
  - Premio del pubblico per Marta Balletbò-Coll
- 1996 – Premi Sant Jordi
  - Premio speciale per Marta Balletbò-Coll e Ana Simón Cerezo
- 1997 – GLAAD Media Awards
  - Candidatura per il miglior film della piccola distribuzione